# Monte Giberto
Monte Giberto es una localidad y comune italiana de la provincia de Fermo, región de las Marcas, con 832 habitantes.

## Evolución demográfica
| Gráfica de evolución demográfica de Monte Giberto entre 1861 y 2001 |
|                                                                     |
| Fuente ISTAT - elaboración gráfica de Wikipedia                     |